# Arrondissement de Saluces
L'Arrondissement de Saluces du département de la Stura a été créé le 11 septembre 1802 dans le cadre de la nouvelle organisation administrative mise en place par Napoléon Ier en Italie et supprimé le 11 avril 1814, après la chute de l'Empire.

## Composition
L'arrondissement de Saluces comprenait les cantons de Barge, Moretta, Paesana, Revello, Saluces, Venasca et Verzuolo.